# Parc paysager de Załęcze
Le parc paysager de Załęcze (polonais : Załęczański Park Krajobrazowy) est une aire protégée située dans le centre de la Pologne dans la partie sud–est de la voïvodie de Łódź, autour des communes Wierzchlas, Pątnów, Działoszyn et, au nord de la voïvodie de Silésie, autour des communes de Rudniki et Lipie.
Le parc abrite la vallée de la rivière warta qui forme un coude entre Lisowice et Kochlew. La zone protégée inclut les forêts et les terres qui sont autour du parc.

## Histoire
La première conception du parc paysager de Załęcze date 1967 et résultait dy travail d'architectes de Cracovie, qui voulait créé sur le Plateau de Wieluń, au bord de la rivière Warta, un parc paysager qui s'est appelé « la boucle de la Warta près de Kamion ». Par la suite, deux parcs ont été créés sur le même territoire protégé : « le Parc Paysager d’Ożarów » et « la Gorge de la Warta à Działoszyn ».
En 1975, Krystyna Czyżewska et Romuald Olaczek de l’Université de Lodz ont proposé de créer un parc dans la voïvodie de Sieradz qui s'est appelé « la Courbe de la Warta à Załęcze ». Finalement, le 5 janvier 1978, Le Parc Paysager de Załęcze est formé. En 1980, les limites du parc ont été modifiées pour y rattacher des forêts qui se trouvent sur la voïvodie de Częstochowa.

## Objectifs du parc
Le parc est une Aire protégée de catégorie V au sens de l'Union internationale pour la conservation de la nature. Il a pour objectifs la protection naturelle et culturelle, la possibilité de profiter des valeurs de l’environnement pour la science et l’éducation, l'amélioration de la protection dans les parcs déjà existants, la lutte contre la dégradation de l’environnement et des réserves naturelles, la rationalisation de l’organisation du tourisme tout en favorisant l'amélioration des conditions de vie matérielles et culturelles des habitants locaux.

## Caractéristiques

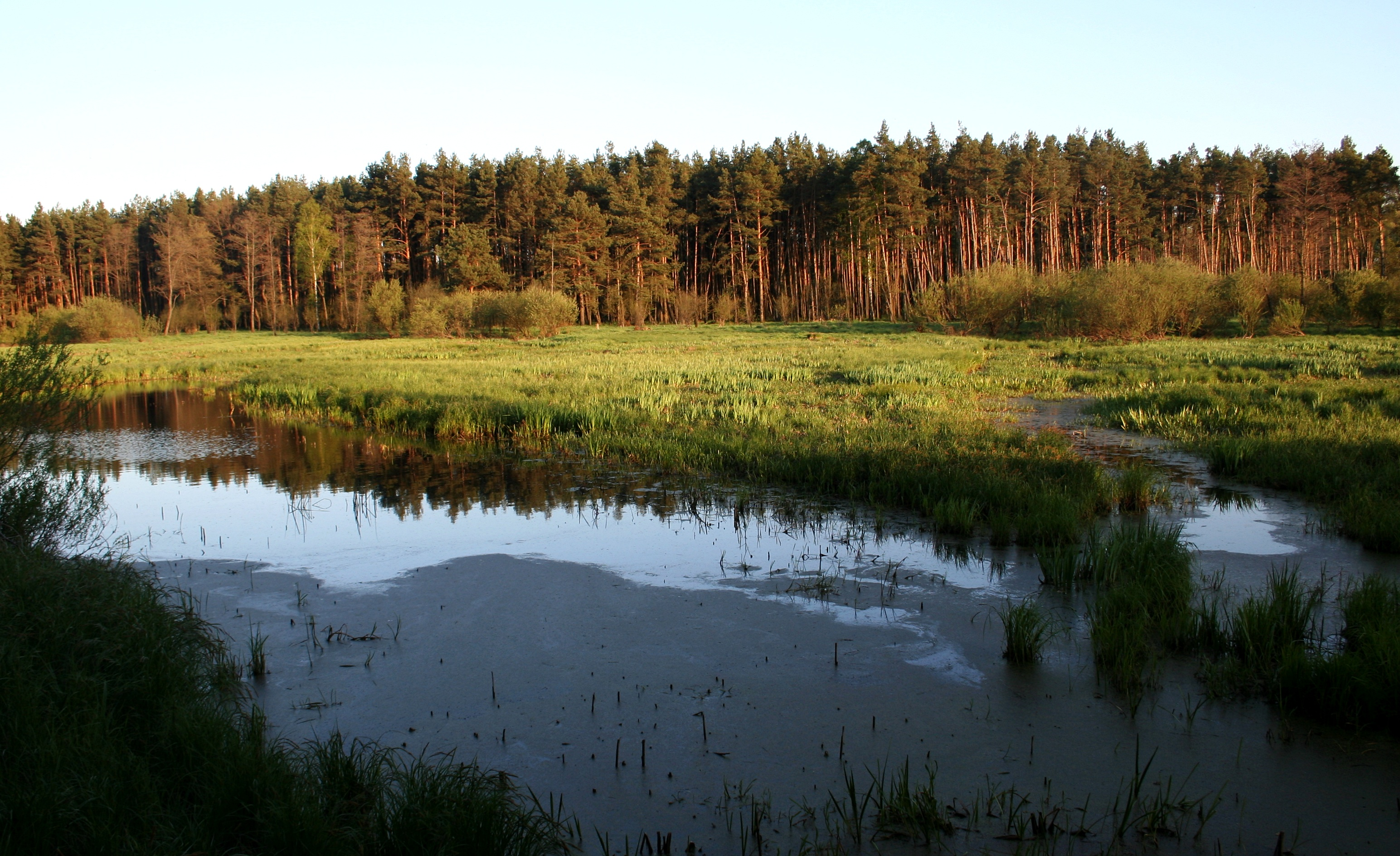
Le parc, traversée de la rivière Warta, comprend de nombreuses forêts.

Le parc fait une superficie de 14,485 ha dont 12,328 ha est zone protégée. Environ 49 % du parc est recouvert de forêts, 39 % de terres arables, le reste étant composé de prairies et de cours d'eau. Le parc comprend plusieurs structures karstiques avec des grottes et Vallées sèches.

### Climat
Le parc se trouve dans une région relativement chaude qui englobe le sud et l'est de la Pologne, qui bénéficie de conditions bioclimatiques favorables. La température moyenne annuelle est de 7 °C, le mois le plus chaud étant juillet et le plus froid, février. La région profite d'environ 40 jours ensoleillés dans l’année et près de 140 jours nuageux notamment entre novembre et décembre. C’est en hiver qu’il pleut le plus et en automne le moins, la pluviométrie moyenne étant de 595 mm par an.

### Structure géologique et relief

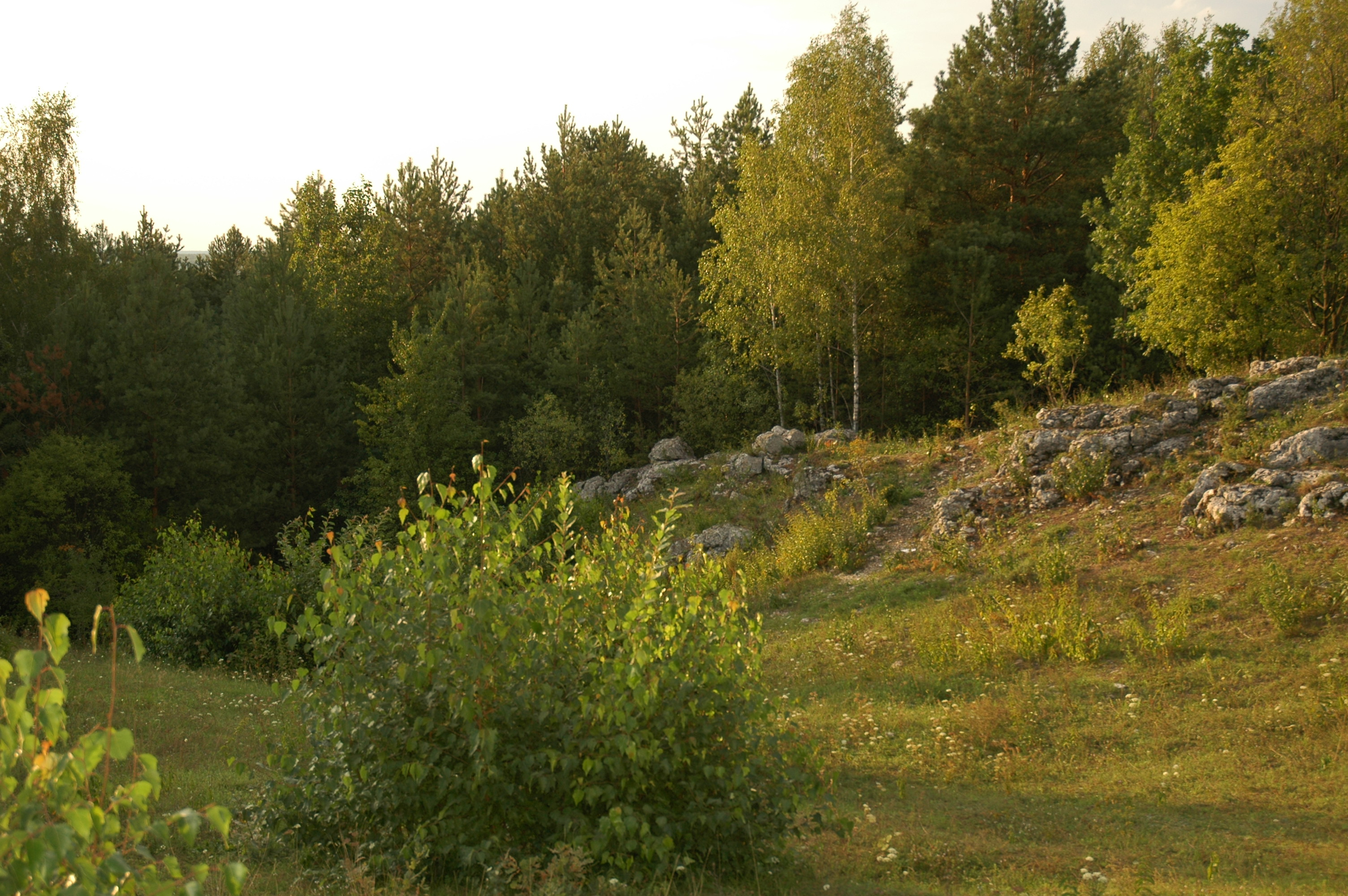
Le mont Zelce

Le paysage du parc est un mélange de plaines et de hauts plateaux, dans la mesure où il se situe à la frontière du Plateau de la Petite Pologne et de la Plaine de la Grande Pologne au sud. Le parc se trouve au nord-est du Plateau de Wieluń. Le terrain est couvert de dépôts datant de la glaciation de Riss comme du sable, des graviers et de l’argile. Il y a aussi des montagnes calcaires parmi lesquelles le Mont Zelce (246 m), le Mont Buki (238 m), le Mont Krzemionki (228 m), le Mont Krzemiony (225 m), le Mont Draby (220 m), le Mont Sainte Geneviève (220 m), le Mont Raciszyn (215 m) et le Mont Wapiennik (198 m).
Le matériel rocheux et la pierre calcaire se sont formés au fond de la mer chaude de l'époque du Malm (Jurassique supérieur). Il y a aussi beaucoup de failles et de fossés. À l’époque des glaciations, des glaciers ont couvert le Plateau de Wieluń au mois à deux reprises, ce qui a provoqué le déplacement du lit fluvial de la Warta. Aujourd’hui, la surface du parc est formée de buttes morainiques et de plaines plates ou vallonnées. Les collines de gravier et de sable forment une chaîne de montagnes avec quelques sommets : Grande Montagne (246 m), Mont Bugajowe (250 m), Mont Glizyńskie (250 m), Mont Bobrowskie (238 m).
Le parc présente une dominante de sols podzoliques formés de limon : sols bruns, rendosols, boue, terres fangeuses.

### Hydrographie

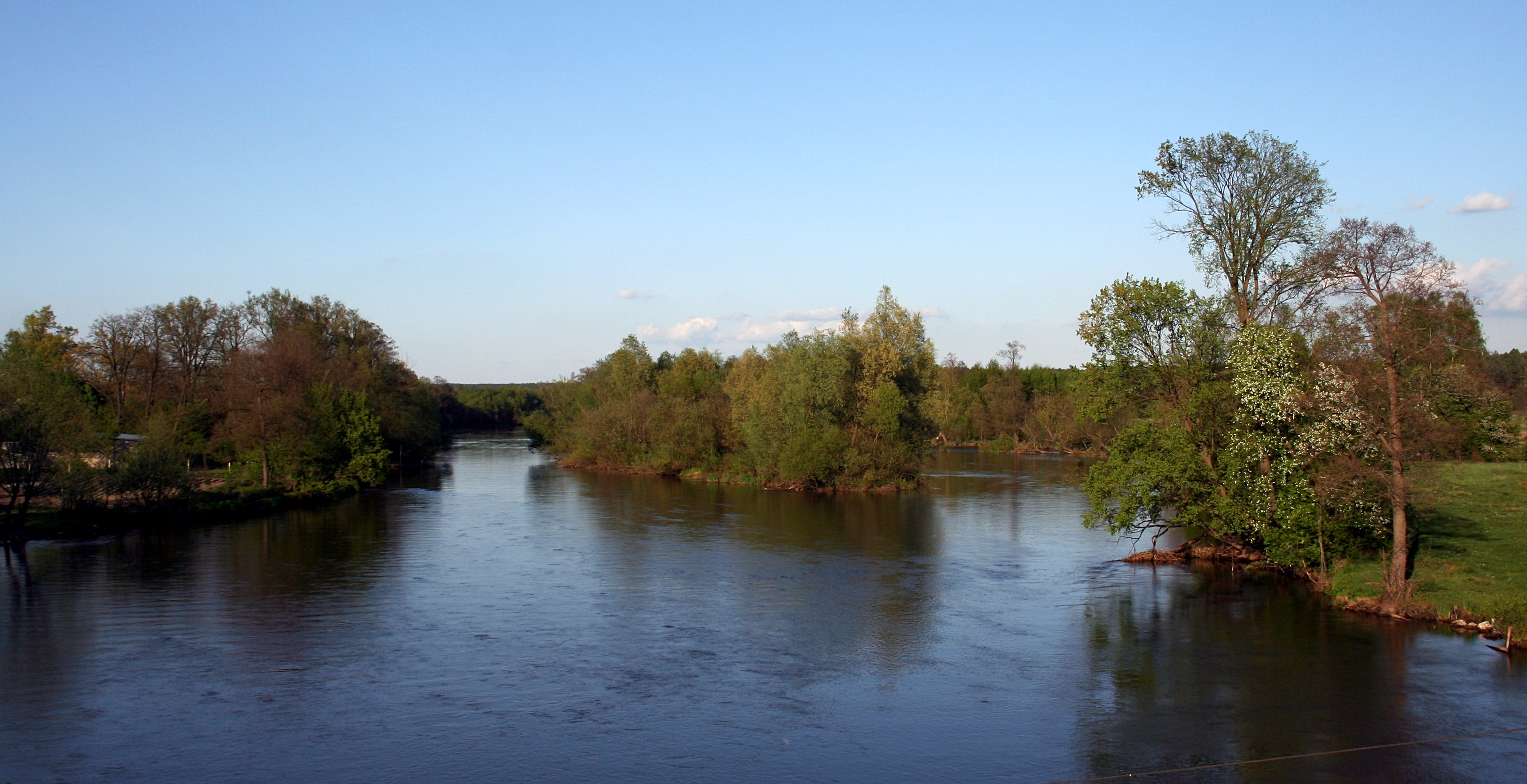
La Warta à proximité de Bobrowniki

Dans la partie sud-ouest du Parc, il y a de nombreux ruisseaux et marais. La rivière Warta, qui traverse tout le parc, a deux affluents : la Grabówka et la Sucha Struga (ou Krępa). Dans le parc, il n’y a pas de réservoirs d’eau naturels sauf un petit lac près de Bobrowniki appelé « l’œil de Grenouille », outre quelques marais, des tourbières et de petits étangs.

## Flore

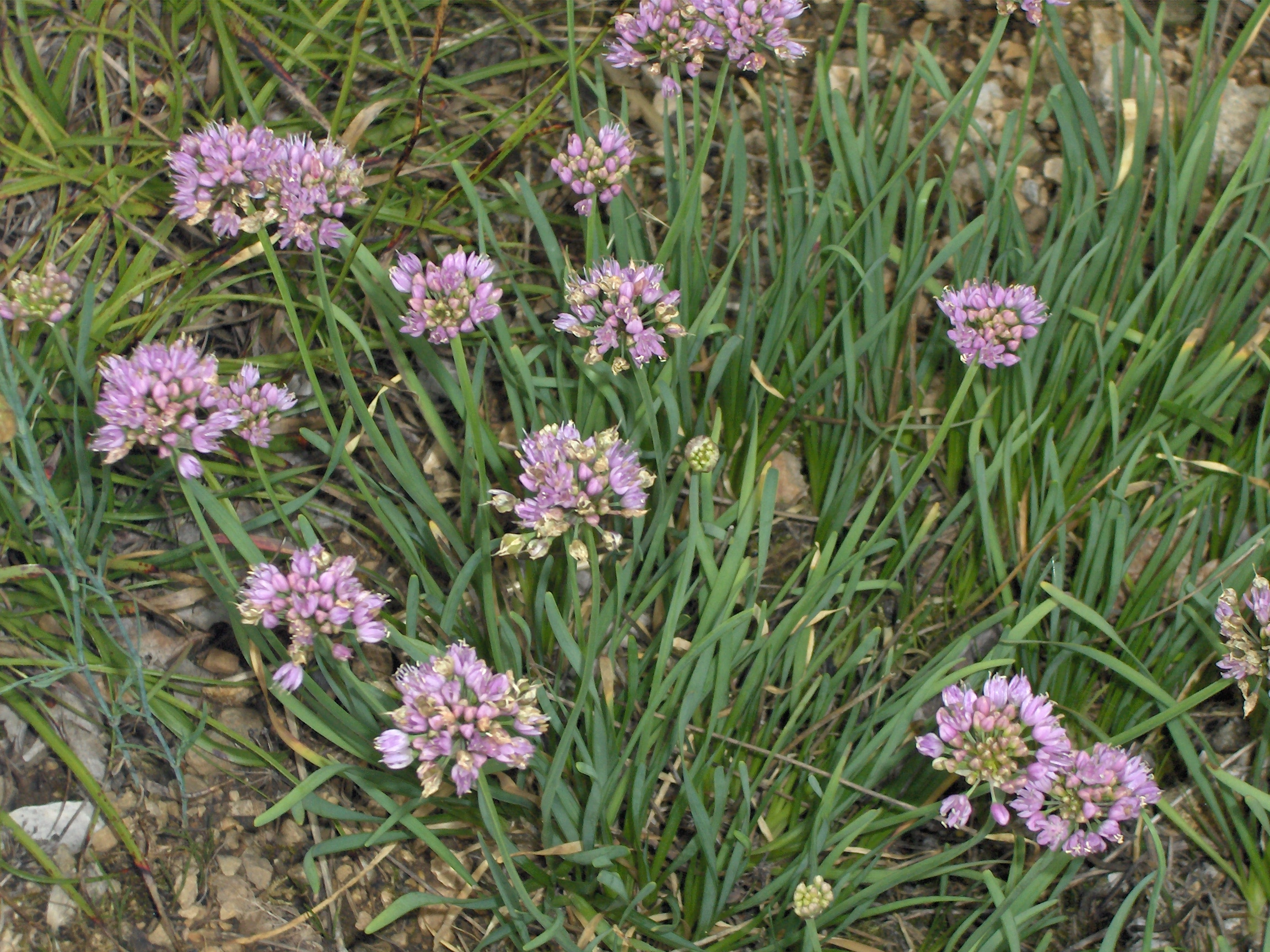
L'ail des montagnes (allium montanum), plante rare dans le parc

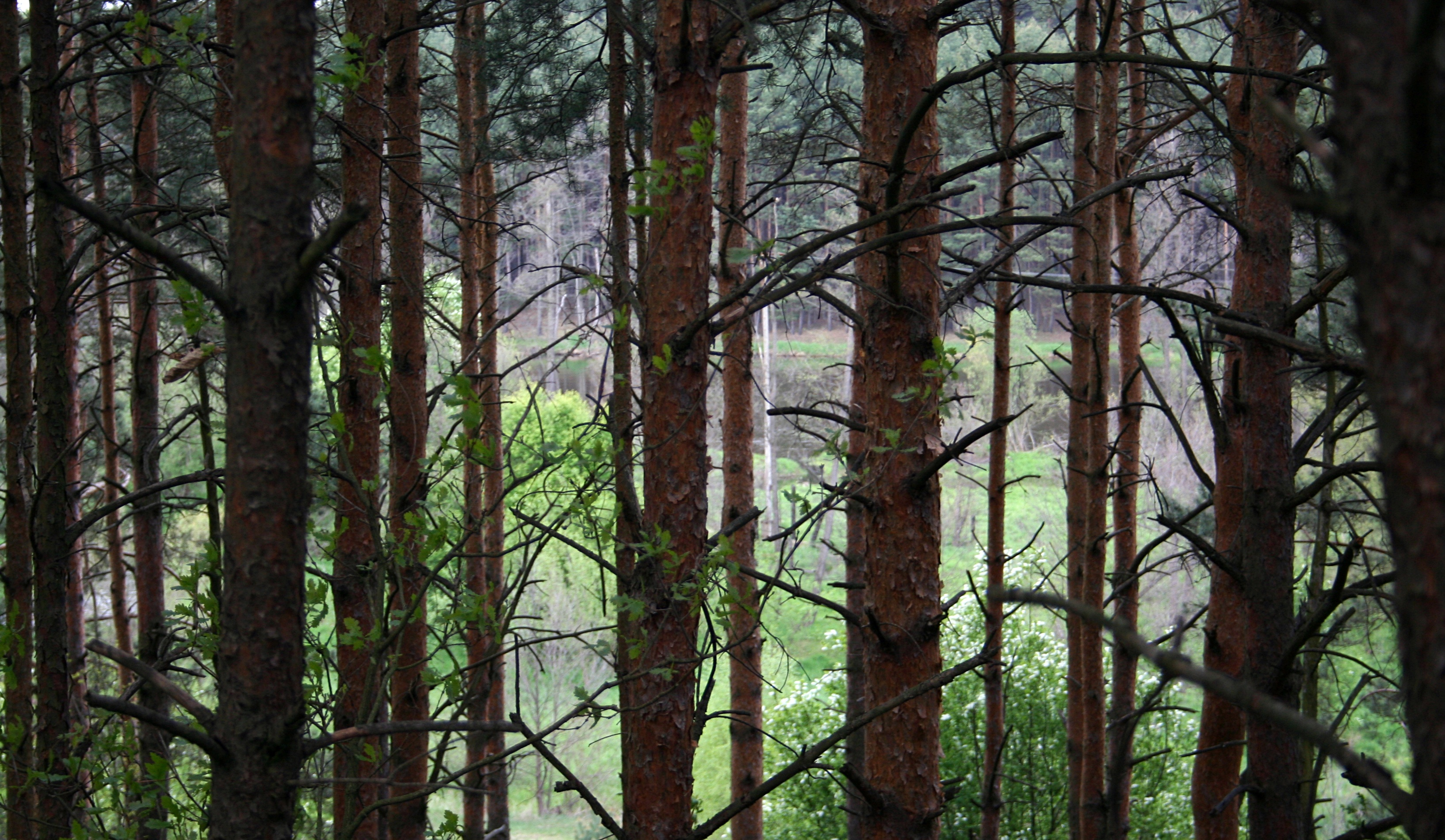
Forêt du parc paysage de Załęcze

Le parc et son aire protégée abritent environ 770 taxons de plantes vasculaires, une centaine d'espèces de bryophytes et près de 80 types de lichens. Il y a environ 30 espèces de plantes rares dans le pays ou la région parmi lesquelles la Joubarbe commune (Jovibarba sobolifera) ou l'ail des montagnes (allium montanum) ou la riccie des flots.
Dans les tourbières, on trouve des sphaignes, le drosera à feuilles rondes, l'andromeda polifolia, la canneberge. Dans les plaines du parc et les marais poussent des nénuphars (nénuphar blanc, jaune, grenouillette), le cornifle, des roseaux, la cressonnette, la fleur de coucou, de la bruyère ainsi que de la silène, du genévrier, des immortelles des sables, du serpolet ou des genêts à balais. Sur les terres calcaires poussent des plantes variées telles que des fougères (doradille noire, rue des murailles, cystoptère fragile), la fétuque blanche, l'œillet, des mousses et lichens saxicole, des lycopodes, du lierre, des groseilliers, la viorne obier, l'asaret d’Europe, le muguet, l'aulne noir ou le busserole.
La moitié du parc est couvert de forêts. Sur les sol sableux borique très pauvres, on trouve principalement des pins et Conifères. Dans le voisinage immédiat de la rivière Warta, les forêts sont principalement composées de saules (saule blanc, marsault, fragile, vanniers), de frênes, chênes rouvres, fougères aigles et peupliers. Dans la partie sud-ouest du parc, la forêt est mixte avec une prédominance du charme, croissant sur un terrain humide ou argileux, ainsi que des sapins, hêtres et noisetiers.

## Faune
- Insectes : papillons (Grand porte-queue), coléoptères (notamment des scarabées), grillons, sauterelles ;
- Poissons : gardons, ablettes, brochets, goujons, barbeaux, chevaines, perches, lottes, anguilles, carpes ;
- Amphibiens et reptiles : salamandre, coronelle lisse ;
- Oiseaux (plus de 130 espèces) : grand harle, garrot à œil d'or, cygne chanteur, cigogne noire, crécelle, émouchet, buse, martin-pêcheur et le rossignol ;
- Mammifères : hamster, castor, loutre, plusieurs espèces de chauves-souris (grand murin, murin de Natterer, murin de Daubenton, oreillard roux, barbastelle commune, murin à moustaches, murin de Brandt), souris (le campagnol), musaraigne, taupe, hérisson, lièvre, garenne, chevreuil, sanglier.

## Organisation de la Protection de la Nature
Dans le parc, il y a beaucoup de réserves et de monuments de la nature. Ils occupent 1,6 % du territoire du parc.

### Réserves
Géologiques : Węże – 20,74 ha, Szachownica – 12,70 ha
Forestier : Dąbrowa à Niżankowice – 100,73 ha, Bukowa Góra – 1,06 ha, Stawiska – 6,28 ha, Mokry Las – 14,42 ha
En projet : Buczyna à Parzymielce, la vallée de la Warta près de Kamion

### Monuments de la nature
- La Montagne Drabny – 0,14 ha – le roche calcaire ;
- la Montagne de Sainte Geneviève – la colline calcaire ;
- l’embouchure de Sucha Struga ;
- les sources Bleu Marine ;
- l’étang de la Grenouille ;
- la tilleul de Załęcze Małe ;
- le chêne rouvre de Kępowizna ;
- le chêne rouvre de Parzymiechy ;
- le groupe des arbres à Parzymiechy : le tilleul, le chêne rouvre, l’érable, le tulipier ;
- le groupe des chênes rouvres à côté de la réserve de Stawiska ;
- le groupe des arbres dans le parc à Pątnów : le frêne, deux chênes rouvres, le tilleul, le bouleau, le hêtre ;
- le tilleul à Jajczaki ;
- le chêne rouvre dans le parc à Ruda.

## Itinéraires touristiques
L’itinéraire touristique du Jura de Wieluń – 45 km, balisé en rouge : Wieluń, Ruda, Łaszew Rządow, Bieniec Mały, Kępowizna, Załęcze Wielkie, le réserve Węże, Lisowice, Raciszyn, Działoszyn, Częstochowa.
L’itinéraire touristique de Réserves de la Nature – 30 km, balisé en bleu : Siemkowice, le côté est du parc de Załęcze, Bobrowniki, le réserve Węże, Drobny et ensuite le terrain du parc à la frontière de la voïvodie de Częstochowa.
L’itinéraire touristique de La Gorge de la Warta par le Plateau de Wieluń – 22 km, balisé en jaune : Krzeczów, Kamion, Ogroble, la Montagne de Saint Geneviève, Bobrowniki, Sensów, Działoszyn.
L’itinéraire touristique des Tertres Princiers – 5,5 km, balisé en noir : Bieniec Mały, Molendowizna, Przywóz Dolny, Ogrobel.